# Comunio
Comunio ist ein deutscher Online-Fußball-Manager in Form eines Browserspiels. Im Gegensatz zu rein virtuellen Online-Managern, wie z. B. Hattrick, basiert das Spielprinzip auf den realen Ereignissen in der Fußball-Bundesliga und den Bewertungen der einzelnen Fußballspieler durch das Online-Sportportal Sofascore.
Der Online-Manager wurde vom Münchner Fabian Loschek entwickelt, der die Spielidee erstmals in den Vereinigten Staaten bei einem Baseball-Managerspiel entdeckte und auf Fußball übertragen wollte. In der Saison 2000/2001 ging das Spiel erstmals online und verzeichnet seither eine stetig wachsende Mitspielerzahl (2005: 250.000, 2006: 350.000, 2013: 610.000).

## Geschichte
In den ersten beiden Jahren war Comunio ein allein durch Werbung finanziertes Projekt. 2002 wurde das Spiel aus finanziellen Gründen in drei Accountvarianten unterteilt: die weiterhin kostenlose Basisversion und die kostenpflichtigen Plus- und Pro-Player, die über zusätzliche Komfortfeatures im Vergleich zur Gratisversion verfügen.
Seit 2004 werden Ableger für weitere Ligen angeboten, zuerst für die 2. Fußball-Bundesliga, 2005 für die österreichische Fußball-Bundesliga, 2006 für die Serie A, 2007 für die spanische Primera División, die Süper Lig, die UEFA Champions League und 2008 die brasilianische Série A, die portugiesische SuperLiga sowie die Premier League. Aufgrund des steigenden spanischen Interesses kam 2009 noch die spanische Segunda División dazu. Seit 2010 ist auch die französische Ligue 1 verfügbar. Des Weiteren gibt es nun auch die Liga Sagres, die portugiesische Fußball Liga. 2007 wurde auch erstmals das Spielprinzip auf andere Sportarten übertragen und als Wintercomunio ein Manager mit vier Disziplinen des Wintersports (Biathlon, Ski Alpin, Nordische Kombination und Skispringen) angeboten. Im Mai 2009 startete die Beta-Version des Formel-1-Ablegers comuniogp, bei dem man das Spielprinzip ein weiteres Mal auf eine andere Sportart projizierte. Stand Anfang 2011 sind beide Varianten nicht mehr in der Beta-Version und aktiv. Im April 2013 startete mit comunioblog eine Seite, die die verschiedenen Spiele redaktionell begleitet und Tipps und Tricks liefert.
Bis zum Jahr 2005 wurden für die Bewertung der Fußballspieler die Noten des Kicker verwendet, seither dienten die Noten des Online-Sportportals Sportal.de als Grundlage. Ende Mai 2015 wurde bekannt, dass mit Beginn der Saison 2015/16 die Noten vom neuen Partner Spox.com, welcher ebenfalls wie sportal.de zur Unternehmensgruppe der Perform Group gehört, zur Berechnung der Punkte herangezogen werden. Am 2. August 2017 wurde bekanntgegeben, dass mit Sportradar ein neuer Partner für die Spielerbewertungen bei Comunio gewonnen wurde. Sportradar bewertet basierend auf Statistiken und unterhält u. a. Kooperationen mit der UEFA und dem IOC.

## Spielprinzip
Ziel des Spiels ist es, die meisten Punkte in seiner Community (Spielgemeinschaft) zu sammeln. Zu diesem Zweck kann man zu Spielbeginn mit Freunden, Bekannten oder bis dato unbekannten Menschen eine eigene Community gründen, oder einer bereits bestehenden Spielgemeinschaft beitreten. Am Anfang bekommt jeder Spieler je nach Spielweise, eine Mannschaft mit 15 Fußballspielern der 1. Bundesliga und 20 Mio. Spielgeld, oder keine Mannschaft und 40 Mio. Spielgeld. Alle Mannschaften sind zu Beginn in etwa gleich stark.
Jeder Spieler versucht mit dem begrenzten Startkapital seine Mannschaft durch Kaufen und Verkaufen von Spielern zu verbessern. Dies erfordert nicht nur fußballerisches Fachwissen und Weitblick, sondern auch Glück sowie finanzielles und diplomatisches Geschick, denn jeden Fußballspieler gibt es nur einmal pro Community. Gehandelt werden kann mit anderen Mitgliedern der Community und dem Computer, der – je nach Einstellung des Communityleiters – täglich oder mehrmals wöchentlich neue Spieler auf die Transferliste setzt, auf welche dann geboten werden kann.
Ein Eckpfeiler des Spiels sind die sich täglich ändernden dynamischen Marktwerte der Fußballspieler. Diese richten sich, genau wie in einer freien Marktwirtschaft, nach Angebot und Nachfrage. So zum Beispiel sind „Starspieler“, die viele Tore erzielen, deutlich mehr wert als die meisten anderen Spieler. Wenn sich ein Spieler verletzt, wird er von vielen Mitspielern verkauft und verliert dementsprechend ebenfalls an Wert.
Gewonnen hat, wer am Ende der Saison die meisten Punkte erreicht hat. Die Punkte werden jeweils nach dem Spieltag ausgewertet, sie errechnen sich bei jedem Bundesligaspieler nach der erzielten Note, den geschossenen Toren – wobei die Punkte hierbei abhängig von der Position sind, so bekommt ein Abwehrspieler 5, ein Stürmer jedoch nur 3 Punkte pro Tor, Elfmeter bringen immer die gleiche Punktzahl, unabhängig von der Position – und der erhaltenen Roten bzw. Gelb-Roten Karten am betreffenden Spieltag. Danach werden bei jedem Mitspieler die Punkte seiner elf aufgestellten Spieler zusammengerechnet und gewertet.

## Zusatzdienste
2005 wurde ein Webservice auf Basis von SOAP implementiert, um die externe Entwicklung von Zusatzdiensten zu ermöglichen. Seither existieren von Mitspielern betriebene Angebote wie community-interne und community-übergreifende Pokale, Statistikseiten und Blogs. Manche Funktionen des Webservice können nur bei den zahlenden Spielvarianten genutzt werden.
Außerdem werden mehrere (meist vom Webservice unabhängige) community-übergreifende Pokalwettbewerbe angeboten, bei denen sich die Communitys untereinander messen können. Die aktive und diskussionsfreudige Community rund um Comunio hebt das Managerspiel von seiner Konkurrenz ab. So finden sich viele Fans pünktlich zur Notenbekanntgabe bei Spox ein, um zu diskutieren, und sie kommentieren ständig aktiv in Foren und Blogs.

## Spiele ähnlichen Prinzips
Mit steigenden Nutzerzahlen von Browserspielen wurde das aus Amerika stammende Spielprinzip auch von anderen Anbietern wie Go4Soccer (2005, mittlerweile eingestellt) oder Fooma (2006, 2012 eingestellt) übernommen und eigene Portale gestartet. Die Unterschiede bestehen meist nur aus einzelnen Features, abweichenden Bewertungsskalen oder anderen Noten. Kicker hat zur Saison 07/08 seine Managerspiele mit der Pro-Variante in ähnlicher Richtung erweitert und auch Bild.de bietet einen Online-Bundesliga-Manager an.
Zur Saison der Fußball-Bundesliga 2010/11 startete auch Sport1 mit einem Manager, mit einer normalen und Pro-Variante. Die vergebenen Noten für die Leistungen der Spieler werden von der Internetseite selbst ermittelt und beziehen sich zusätzlich auch auf den Marktwert.
Das ebenfalls aus München entsprungene Unternehmen Kickbase bietet seit der Saison 13/14, im Gegensatz zu Comunio, eine rein auf statistischen Werten beruhende Bewertung seines Bundesliga-Managers. Jeder Pass, Schuss etc. gibt dem Manager unmittelbar eine Punktzahl. Kickbase ist auf mobile Endgeräte beschränkt.